# Weerberg
Weerberg è un comune austriaco di 2 472 abitanti nel distretto di Schwaz, in Tirolo.